# Philipp von Ferrary

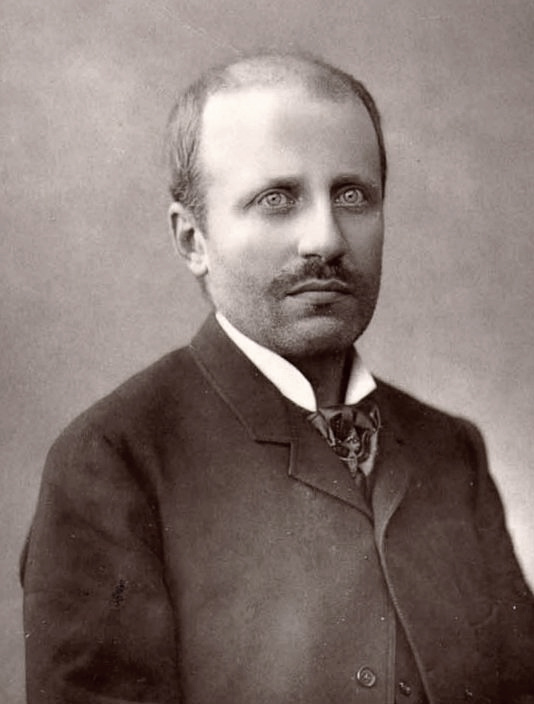
Philipp von Ferrary

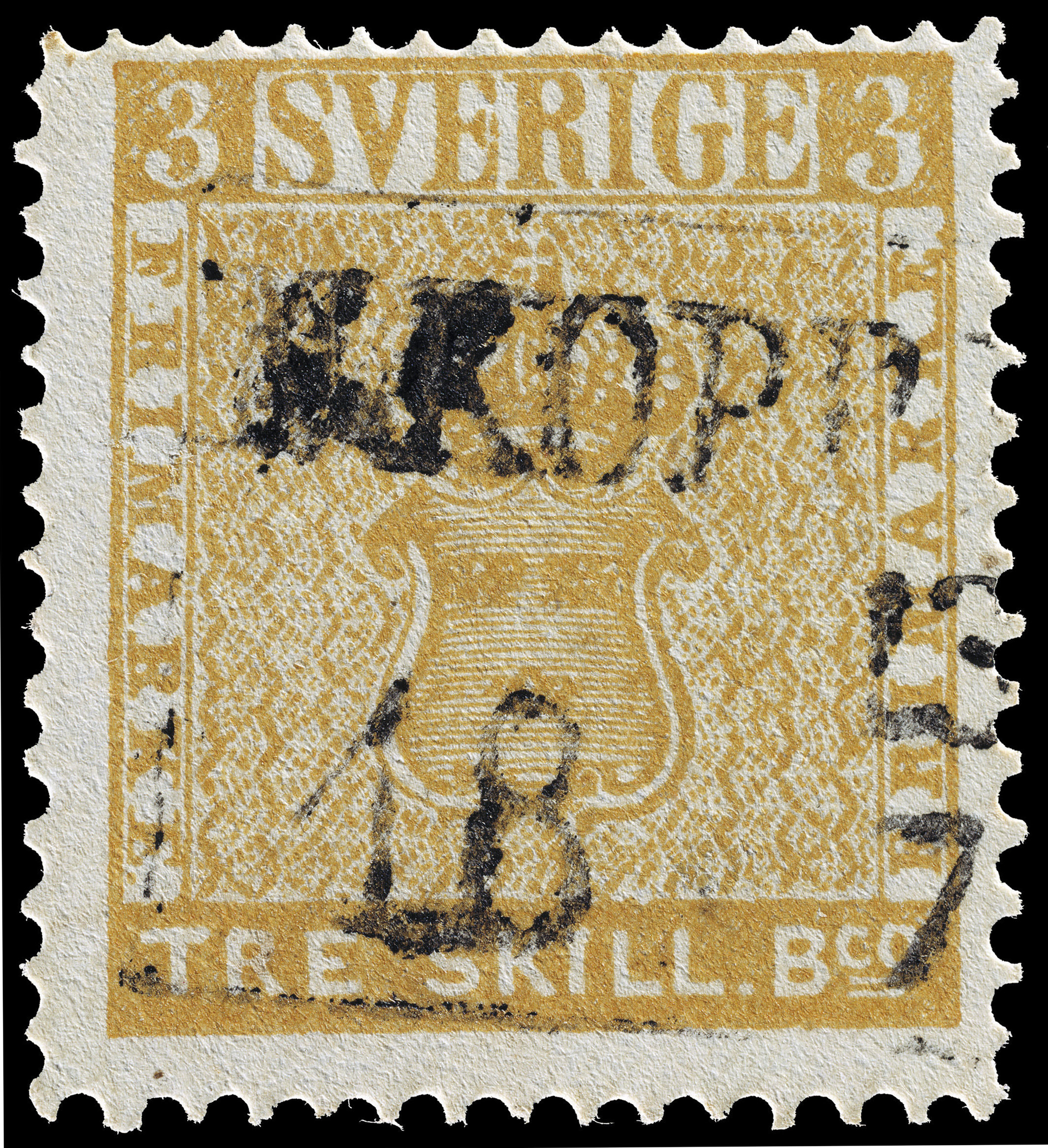
Tre skilling banco

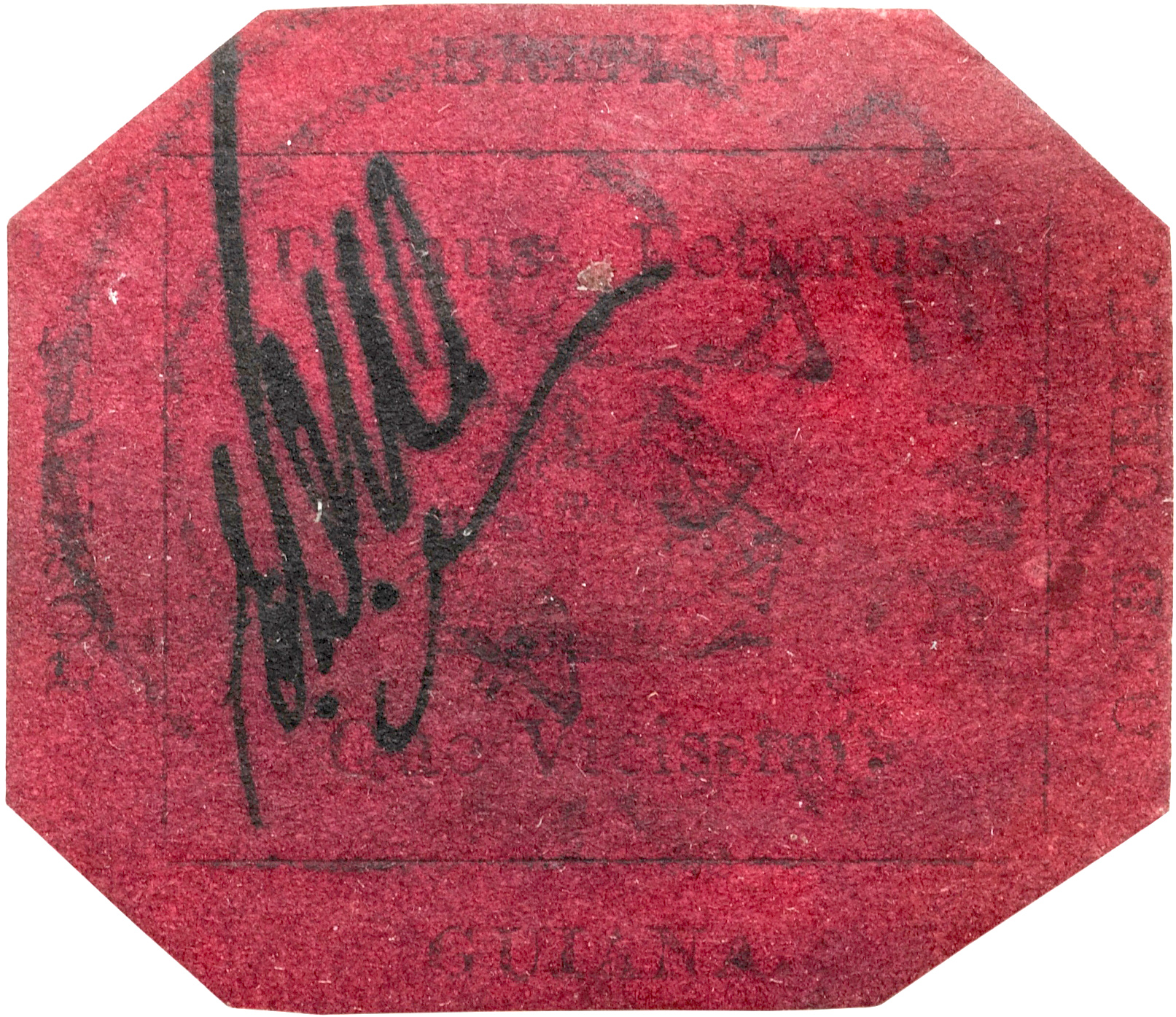
British Guiana 1c magenta

Philipp Arnold von Ferrary (Parijs, 11 januari 1850 — Lausanne, 20 mei 1917) was een  filatelist, de bekendste in zijn tijd. Hij had een enorme collectie met vele topstukken, waaronder: de Zweedse Tre skilling banco geel, de British Guiana 1c magenta en het enige ongebruikte exemplaar van de missionaris-zegels uit Hawaï. Ook had hij een enorme verzameling munten.
In zijn testament was de collectie toebedacht aan het Postmuseum van Berlijn, maar het is anders gelopen. Omdat hij (voor de oorlog) de Oostenrijkse nationaliteit had aangenomen, werd zijn erfenis na de Eerste Wereldoorlog door de Franse staat als oorlogsbuit in beslag genomen en geveild. Van de enorme verzameling resteert slechts de veilingcatalogus. 
De belangrijkste kopers waren: de Engelse koning George V, die de British Guiana 1c magenta moest laten gaan naar de Amerikaanse industrieel Arthur Hind, en de Franse ondernemer Maurice Burrus.